# Pim de la Parra
Pour les articles homonymes, voir de la Parra.
Pim de la Parra (parfois écrit Pim de la Parra Jr), né le 5 janvier 1940 à Paramaribo (Guyane néerlandaise) et mort le 6 septembre 2024 dans la même ville, est un réalisateur néerlando-surinamais.

## Biographie
Pim de la Parra naît le 5 janvier 1940 au Surinam, à Paramaribo.

### Carrière
Entre 1967 et 1976, c'est Scorpio Films, la société de production indépendante néerlandaise montée avec Wim Verstappen, qui gère l'ensemble de ses réalisations.
Après quelques courts-métrages, il commence sa carrière de réalisateur international avec Obsessions (1969), coécrit par Martin Scorsese.
Il coproduit Blue Movie de Wim Verstappen (1971), mettant en scène Hugo Metsers et Carry Tefsen, et participe à l'un des films les plus érotiques de son temps, montrant la nudité avec un réalisme qui déconcerta la critique et les autorités de censure. Viennent ensuite Frank en Eva (1973), Alicia (1974), Dakota (1975) et Mijn Nachten met Susan, Olga, Albert, Julie, Piet & Sandra (1975), ces quatre films formant une tétralogie érotique écrite avec Charles Gormley.
En 1976, il réalise Wan Pipel, le premier film entièrement tourné avec des acteurs et des figurants du Surinam.

### Vie privée
Pim de la Parra est le père de l'actrice Bodil de la Parra. 

### Mort
Pim de la Parra meurt le 6 septembre 2024 à l’âge de 84 ans, à Paramaribo.

## Filmographie
- 1973 : Scènes de la vie amoureuse d'un couple (nl) (Frank en Eva)